# Rensjötjärnen (Bodums socken, Ångermanland)
Rensjötjärnen är en sjö i Strömsunds kommun i Ångermanland och ingår i Ångermanälvens huvudavrinningsområde. Sjön har en area på 0,0496 kvadratkilometer och ligger 316,2 meter över havet.

## Delavrinningsområde
Rensjötjärnen ingår i det delavrinningsområde (711476-152955) som SMHI kallar för Mynnar i Rensjöån. Medelhöjden är 351 meter över havet och ytan är 1,94 kvadratkilometer. Det finns inga avrinningsområden uppströms utan avrinningsområdet är högsta punkten. Vattendraget som avvattnar avrinningsområdet har biflödesordning 5, vilket innebär att vattnet flödar genom totalt 5 vattendrag innan det når havet efter 193 kilometer. Avrinningsområdet består mestadels av skog (91 procent). Avrinningsområdet har 0,05 kvadratkilometer vattenytor vilket ger det en sjöprocent på 2,4 procent.